# Saint-Georges (Gers)
Saint-Georges é uma comuna francesa na região administrativa de Occitânia, no departamento de Gers. Estende-se por uma área de 15,82 km². Em 2010 a comuna tinha 181 habitantes (densidade: 11,4 hab./km²).